# دودمان شانزدهم مصر

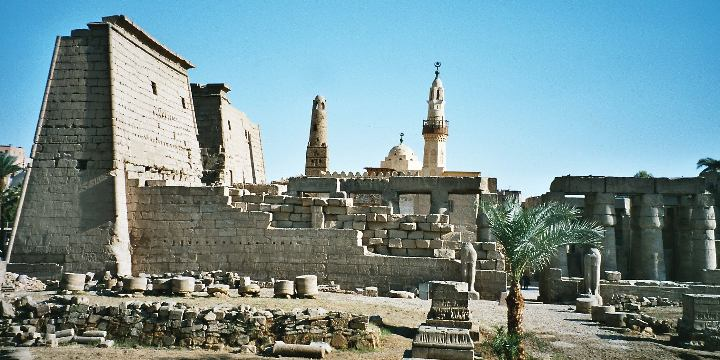
تبس پایتخت بسیاری از شاهان دودمان شانزدهم بود. در پرونده: معبد اقصر

دودمان شانزدهم مصر باستان دوره‌ای از تاریخ مصر است که در آن شاهان علیایی برای نزدیک به ۵۰ سال در جنوب این کشور حکومت می‌کردند. این دوره که بخشی از دوره دوم میانی است، شاهد جدایی مصر علیا و سفلی میان شاه‌های حاکم در تبس و فرمانروایان هیکسوس حاکم در اواریس بود.

## تاریخ
عمر کوتاه دودمان شانزدهم بیشتر صرف جنگ با دودمان پانزدهم شد. شاهان دودمان پانزدهم که یک به یک شهرهای جنوبی خود را تصرف می‌کردند، آغاز به تهدید تبس کردند و با جنگ با آن در نهایت شهر را تصرف کردند. با این حال شاهانی همچون نبیریو یکم همراه با صلح و آرامش بوده‌است.
از دیگر دلایل افول دودمان شانزدهم می‌توان خشکسالی را ذکر کرد که در واپسین سال‌های دودمان سیزدهم و چهاردهم گریبان مصر علیا را گرفت و از جمله در دوران نفرهوتپ سوم بیشترین خسارات را به بار آورد.

## شاهان
کیم ریهولت شاهان شناخته شده مصر در دودمان شانزدهم را به ترتیب زیر ذکر می‌کند:
- چهوتی
- سوبک‌هوتپ هشتم
- نفرهوتپ سوم
- منتوهوتپ ششم
- نبیریو یکم
- نبیریو دوم
- شاهی با نام هوروسی سمن‌رع
- ببی‌آنخ
- سخم‌رع شدواست
- ددوموسه یکم
- ددوموسه دوم
- جدانخ‌رع منتمساف